# Radio Mojn
Radio Mojn var en dansk kommerciel lokalradio, som i marts 2006 blev en del af Radio ABC Gruppen. Radioen sendte første gang den 28. oktober 1989, og drev i 1990'erne også en tv-station, der hed TV Mojn.
Det Sønderjyske Mediaselskab ApS og Radio Mojn havde studier og administration på Skibbroen i Aabenraa og sendte til hele Sønderjylland på FM, samt online til hele verden via internettet og apps til smartphones.
85.000 lyttere stillede ifølge TNS Gallups Lokalradio Index (4. kvartal 2012 - 1. halvår 2013) ind på radioen hver uge, der dermed var Sønderjyllands næststørste kommercielle lokalradio, kun overgået af Skala FM.
Radio Mojn kom med i nyhedssamarbejdet fra Newspaq om landsnyheder til lokalradioer i Danmark, og sendte derudover lokale nyheder produceret af Leslie Fromm. Før ham Jan Bjerregaard Jessen og en række andre nyhedsprofiler gennem årene.
Den 2. september 2013 etablerede Radio Mojn endnu en radiostation, Radio Alfa, der sender musik fra 70'erne til i dag.
Radio Mojn sendte sidste gang den 23. maj 2014. Fra 26. maj samme år, begyndte Skala FM at sende på det gamle sendenet, som konsekvens af at Syddanske Medier, der ejer Skala FM, havde købt stationen af Radio ABC Gruppen.
Flere af de afskedigede værter fra den sønderjyske radiostation arbejder i dag på Radio Silkeborg.

## Ledelse
- 1986-2006: Direktør, Steen Sødergreen
- 2006-2014: Programchef, Claus Juul Nielsen

## Værter
- Leslie Fromm (Foss og Fromm om morgenen + Nyhedsvært)
- Jacob Foss (Foss og Fromm om morgenen + imaging- og reklameproducer)
- Lars Viborg (Nyhedsvært)
- Vicky Larsson
- Jan Lambæk Hansen (Vært, Reporter, Producer og Musikchef)
- Mike Forde (1992-1995)
- Helle Falkenberg
- Martin Stockfleth Jessen
- Nadim Adam (Morgen)
- Andreas Lynge (Middag)
- Christoffer Josefsen (Eftermiddag)
- Rune Petersen (Aften)
- Jan Bjerrum (Weekend)